# Henry Pottinger
Pour les articles homonymes, voir Pottinger.
Henry Pottinger (chinois : 砵甸乍; comté de Down, 3 octobre 1789 – Malte, 18 mars 1856 ), baronnet, était un militaire et administrateur colonial britannique. 
Signataire en 1842 du Traité de Nankin qui conclut la Première guerre de l'opium, il fut le premier gouverneur de Hong Kong et le premier président de son conseil législatif.

## Famille et enfance
Henry Pottinger est né dans le comté de Down, en Irlande (actuellement en Irlande du Nord), le 3 octobre 1789. Il est le cinquième fils d'Eldred Curwen Pottinger, de Mount Pottinger, dans le comté de Down, et de sa femme, Anne, de Florida House, dans le même comté. Ils eurent trois filles et huit garçons,,. Eldred Pottinger était son neveu. Henry a étudié à l'académie de Belfast jusqu'à l'âge de douze ans. Il prend alors la mer.

## En Inde
En 1803, Henry Pottinger se rend en Inde pour s'y enrôler dans la marine, mais s'installe finalement à Bombay où il étudie les langues locales. Le 18 septembre 1806, il est nommé enseigne dans l'armée de la Compagnie britannique des Indes orientales, affecté au 5e régiment d'infanterie indigène de Bombay. En 1808, sur ordre de Nicholas Hankey Smith, agent de la Compagnie à Bouchehr, il est envoyé en mission dans le Sind. Il est promu lieutenant le 16 juillet 1809, et combat dans la deuxième guerre anglo-marathe.
La même année, avec son ami le capitaine Charles Christie, il propose à sir John Malcolm (alors représentant en Perse de la Compagnie des Indes orientales) d'explorer les territoires inconnus entre la Perse et l'Inde, afin d'évaluer les risques d'une invasion de l'Inde par la France, qui tentait alors de s'allier au chah. Sir Malcolm ayant accepté, les deux hommes quittent Bombay le 2 janvier 1810, prétendant être deux frères tatars chargés par leur riche maître hindou d'acheter des chevaux pour lui. Ils prennent la mer jusqu'à la côte du Baloutchistan, d'où ils rejoignent par voie de terre Kalat, puis Nushki, à la frontière avec l'Afghanistan. Là, Christie continue vers le nord, et parvient à Yazd, puis Hérat. Pottinger quitte à son tour Nushki le 24 mars 1810 vers l'ouest. Après avoir bravé les dangers des déserts, des pillards et des dirigeants locaux hostiles aux Occidentaux, il parvient à Kerman, où il reste trois semaines, car c'est là que Christie et lui avaient convenu de se retrouver. Sans nouvelles de son compagnon, il reprend la route jusqu'à Chiraz, puis Ispahan, où il retrouve Christie le 30 juin 1810, après avoir parcouru plus de 3 800 kilomètres dans une des régions les plus inconnues et les plus hostiles du monde d'alors. Il faudra attendre un siècle avant qu'un autre Européen emprunte la même route. Les nombreuses informations qu'ils rapportèrent valurent aux deux hommes l'attention de leurs supérieurs. Pottinger repartit pour l'Inde par Bagdad et Bassorah, et revint à Bombay en février 1811. Il tira de son voyage un ouvrage, Travels in Beloochistan and Sinde (Londres, 1816),.
Pottinger est ensuite affecté auprès de sir Evan Nepean, gouverneur de Bombay, qui l'envoie comme assistant auprès de Mountstuart Elphinstone, résident à Pune. Le 15 octobre 1821, il est nommé capitaine et combat dans la troisième guerre anglo-marathe. Affecté à Ahmadnagar, il est nommé major le 1er mai 1825, et, la même année, devient résident à Kutch. Il est promu au grade de lieutenant-colonel le 17 mars 1829, et colonel le 23 janvier 1834. Au cours de son affectation à Kutch, il mène une mission dans le Sind en 1831 (mission rendue possible par les bons résultats de négociations secrètes menées par Alexander Burnes), au cours de laquelle il conclut un traité commercial. Il y mène d'autres missions en 1833–1834, puis en 1836-1837, et il conclut le traité de 1839.
Henry Pottinger reçoit le titre de baronnet le 27 avril 1840, alors qu'il est rentré en Angleterre, officiellement pour raison de santé, mais en réalité du fait de son désaccord avec la politique trop coercitive à ses yeux menée par lord Auckland.

## Gouverneur de Hong Kong

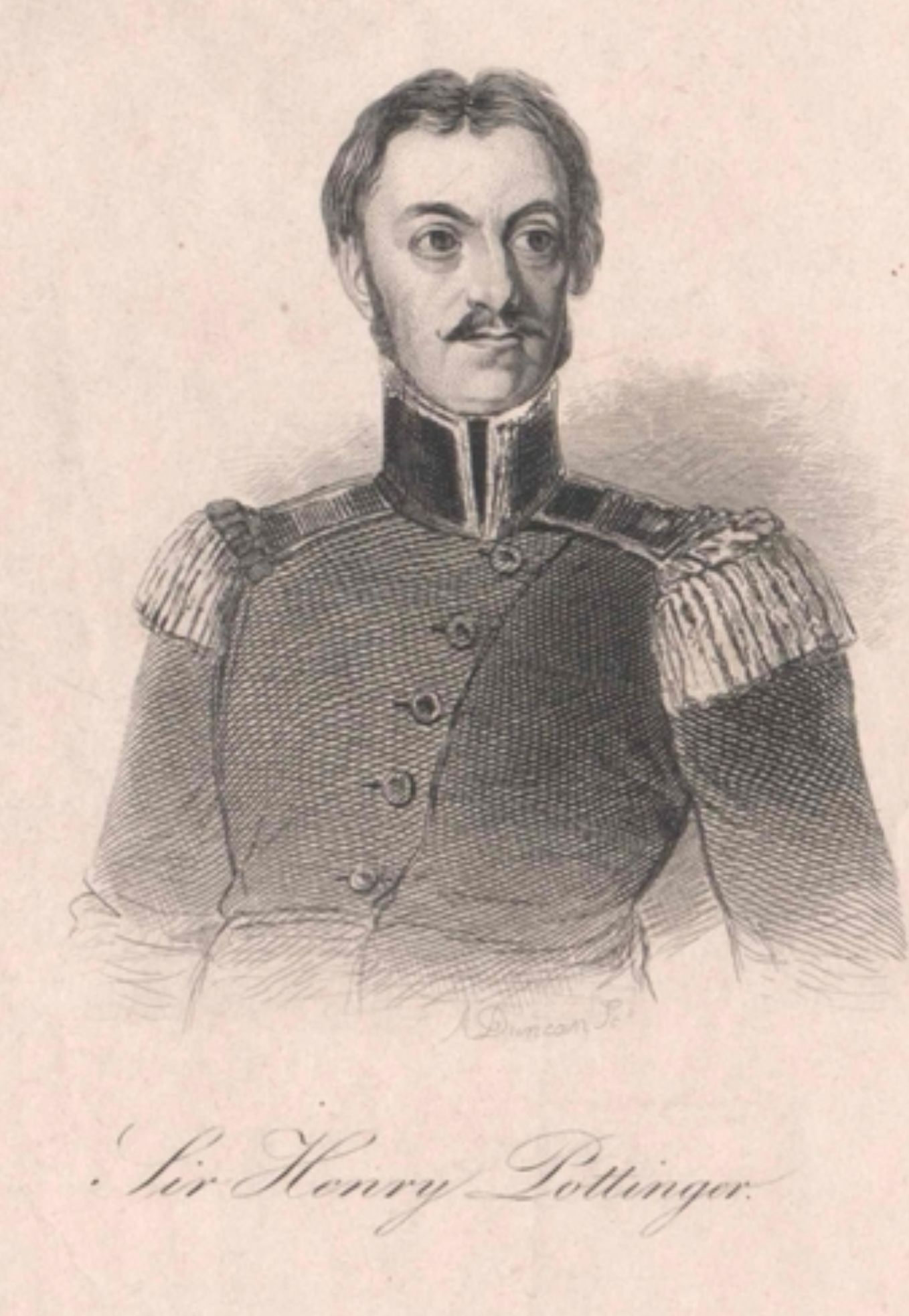
Sir Henry Pottinger. Gravure, Bibliothèque nationale autrichienne.

En mai 1841, Pottinger accepte l'offre du ministre des affaires étrangères, lord Palmerston, qui lui propose le poste d'envoyé spécial et plénipotentiaire en Chine et de surintendant du commerce britannique, en remplacement de Charles Elliot. Lors de son départ pour la Chine, Palmerston lui ordonne « d'examiner avec soin les capacités naturelles de Hong Kong, et (de refuser) de céder cette île, sauf en cas d'échange avec une autre à proximité de Canton, mieux adaptée, tout aussi défendable et capable d'abriter suffisamment de navires de guerre et de commerce ». Le 4 novembre 1841, lord Aberdeen, successeur de Palmerston, écrit à Pottinger qu'il a des doutes sur l'acquisition de Hong Kong, car elle nécessite d'importants frais administratifs, et elle compliquera les relations avec la Chine et d'autres nations.
Pottinger rejoint le corps expéditionnaire britannique dans le nord de la Chine, et, après avoir vaincu Yishan à Humen (en), il négocie les termes du traité de Nankin (1842) qui met fin à la première guerre de l'opium, et qui cède l'île de Hong Kong au Royaume-Uni. Pottinger en devient le deuxième administrateur (1841-1843) et le premier gouverneur (1843-1844). Quand il transmet le traité à lord Aberdeen, Pottinger lui précise que « la conservation de Hong Kong est le seul point pour lequel j'ai volontairement dépassé mes instructions modifiées, mais chaque heure que j'ai passé dans ce magnifique pays m'a convaincu de la nécessité et de l'opportunité pour nous de posséder un tel emplacement, pour y faire du commerce et à partir duquel les sujets de Sa Majesté en Chine peuvent être à la fois protégés et contrôlés ».
Le 26 avril 1843, la résidence du gouverneur (l'ancienne mission française) est cambriolée.
Le 26 juin 1843, Pottinger est nommé commandant en chef des troupes britanniques en garnison à Hong Kong.
Durant son mandat fort bref, Pottinger a créé des chambres exécutives et législatives, l'une traitant des affaires politiques et l'autre de la conception de textes juridiques. Cependant, elles ne furent pas convoquées souvent, ce qui donna à Pottinger les pouvoirs de décision les plus larges.
C'est pendant son mandat que Hong Kong est devenu le port le plus important du commerce de l'opium en Chine.
Vers la fin de son mandat, Pottinger perd le soutien des marchands britanniques locaux et est de plus en plus isolé. Il quitte Hong Kong le 7 mai 1844.

## Fin de carrière
Pottinger devient membre du Conseil privé de Sa Majesté en 1844, puis gouverneur de la colonie du Cap en 1847, et, la même année, de celle de Madras. En 1851, il est promu au grade de lieutenant-général. Retraité, il meurt à Malte, en 1856.

## Vie privée
En 1820, Henry Pottinger épouse Susanna Maria Cooke. Ils ont une fille, puis trois fils. L'aîné meurt en bas âge. En 1831, nait leur deuxième fils, Frederick (Inde, 27 avril 1831 – Sydney, 9 avril 1865 , qui deviendra plus tard célèbre comme inspecteur de la police de la Nouvelle-Galles du Sud (Australie) pour ses démêlés avec les bushrangers), puis leur troisième, Henry (Inde, 10 juin 1839 – 18 octobre 1909 ).